# 宮市亮
宮市 亮（みやいち りょう、1992年12月14日 - ）は、愛知県名古屋市名東区出身のプロサッカー選手。Jリーグ・横浜F・マリノス所属。ポジションはフォワード（ウイング、サイドハーフ）、ディフェンダー（右サイドバック）。元日本代表。

## 来歴

### プロ入り前
トヨタ自動車野球部でヘッドコーチを務めていた父親と高校時代にやり投で全国ランキング8位の実績を持つ母親との間に生まれた。父親の影響で小学校の途中までサッカーと並行して野球もプレイしていたが、中学進学時にサッカーだけに専念することを選択した。サッカーでは小学3年生の時から地元のシルフィードFCジュニアに所属し、その後も愛知県トレセンに選ばれるなど順調にキャリアをスタートさせる。中学に入るとシルフィードFCジュニアユースに進み、1年次にJFAエリートプログラム、2年次にU-14日本代表、3年次にU-15日本代表とそれぞれ選出された。中学時代までは主に右サイドバックを任され、当時は現在のようにドリブルで勝負するようなタイプではなく、とにかくタッチライン際を何度も往復する汗かき役であった。
2008年4月、地元名古屋市の強豪校である中京大学附属中京高等学校に進学。この頃に道家監督指導の下、現在の左ウイングをポジションとするプレースタイルに変わり、1年生時からレギュラーを獲得し、AFC U-16選手権に出場するU-16日本代表にも選出された。2年次にはU-17日本代表に選出され、同学年の宇佐美貴史や高木善朗らと共にFIFA U-17ワールドカップに出場し、第88回全国高等学校サッカー選手権大会では大会優秀選手に選ばれた。3年生時、主将として出場した第89回全国高等学校サッカー選手権大会では、チームは初戦敗退に終わるも、1得点1アシストを挙げる活躍を見せ、2大会連続で大会優秀選手に選ばれた。
2010年1月にドイツ・ブンデスリーガに所属するケルンの練習に参加し、世界に目をむけるようになる。同年8月に再び海を渡り、イングランド・プレミアリーグのアーセナルと、オランダ・エールディヴィジのアヤックスの練習に参加し、アーセナル監督を務めるアーセン・ベンゲルから高く評価され、5年という長期契約のオファーを受けた。同年12月18日、アーセナルへの加入が正式に発表された。しかし宮市は英国の就労ビザ発行基準を満たしておらず、イングランドでプレーすることが許可されなかったため、2011年1月31日、フェイエノールトへ期限付き移籍することが決定した。

#### フェイエノールト

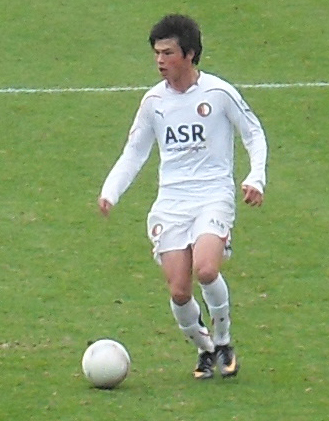
フェイエノールト時代（2011年）

2011年2月6日、フィテッセ戦（エールディヴィジ第22節）にて18歳1カ月23日での公式戦デビュー（先発フル出場）を果たし、森本貴幸の記録を抜き欧州主要リーグの日本人最年少デビュー記録を作った。2月12日、ヘラクレス・アルメロ戦（第23節）にてホーム戦デビューを飾り、プロ初得点となる先制弾を左足で豪快に決め、森本の持つ欧州主要リーグの日本人最年少得点記録を18歳1カ月29日と更新した。2月27日、フローニンゲン戦（第25節）でプロ初アシストを記録。4月17日、ヴィレムII戦（第31節）では2得点2アシストを挙げる活躍でチームの大勝に貢献した。

#### プレミアリーグ時代

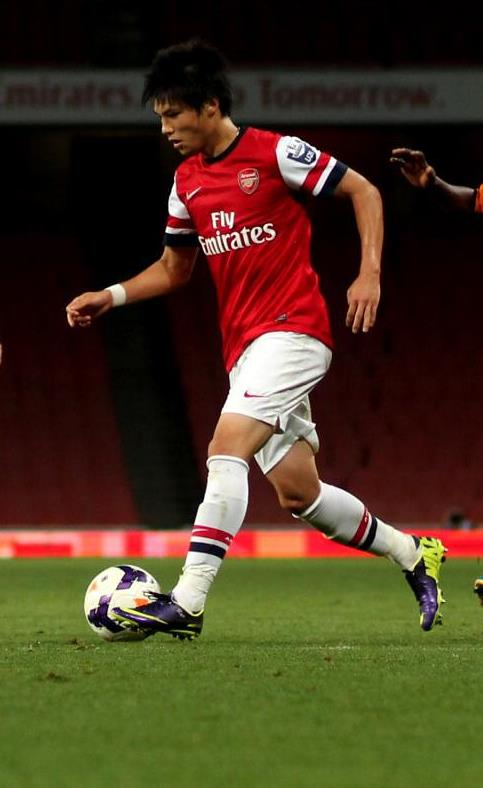
アーセナルFC.リザーブ時代（2013年）

2011-12シーズン前、オランダでの活躍によりベンゲル監督からアーセナルのファーストチーム入りを明言され、2011年8月9日、アーセナルの申請で英国の労働ビザを特例で取得したことで、イングランドでのプレーが可能になった。9月20日、カーリングカップ3回戦のシュルーズベリー（4部）戦で公式戦デビューを果たした。しかし、11月にリザーブリーグでの負傷による長期離脱などが影響し、前半戦の公式戦出場はカップ戦2試合のみに留まった。
2012年1月31日、ボルトン・ワンダラーズへ半年間の期限付き移籍が発表された。2月11日、第25節ウィガン・アスレティック戦で後半開始から途中出場し、稲本潤一の記録を更新する日本人最年少となる19歳1カ月28日でのプレミアリーグ初出場を果たした。2月18日、FAカップ5回戦ミルウォールでは初先発で移籍後初得点となる先制点を決めた。3月10日、第28節QPR戦では決勝点となる移籍後初アシストを決めた。その後、レギュラーに定着するがチームは2部に降格し、自身も終盤戦は右肩の怪我の影響もあり本領を発揮できなかった。
2012年8月13日、ウィガン・アスレティックへの1年間の期限付き移籍が発表された。同年11月17日のリヴァプール戦で右足首靱帯を負傷し長期離脱。2013年3月9日、FAカップ準々決勝エヴァートン戦で約4カ月ぶりに復帰を果たすも相手選手との接触により再び右足首靱帯を負傷し、後日手術を受けた。最終的に2012-13シーズンの公式戦出場はわずか7試合に留まり、チームも2部に降格した。なお、宮市にとっては2年連続となる2部降格を経験した。
2013-14シーズンはアーセナルに残留。9月18日、欧州CLの第1節のオリンピック・マルセイユ戦に途中出場し、CL本戦デビューを飾った。9月22日、第5節ストーク戦でアーセナルでのリーグ戦初出場を果たしたが、リーグ戦出場はこの1試合に留まり、2014年3月にはハムストリングを負傷し戦線離脱となった。

#### FCトゥウェンテ
2014年9月1日、昨シーズンからアーセナルに復帰していたが怪我の影響もあり、なかなかトップチームの出場機会がなかったためオランダ1部エールディヴィジのトゥウェンテへのレンタル移籍が決定した。スタメン起用が続くもインパクトは残せず、2014年11月1日のヘーレンフェーン戦でFOX.nlの解説を務めていたハリー・ファン・デル・ラーンに「前線で極端に酷い宮市がスタメンで固定されているのは商業的理由でしかあり得ない」とコメントされた。その後、コンディションを戻すためにトップチームを外れてヨング･トゥエンテでのプレーが続いた。
2015年3月23日、トゥウェンテがレンタル移籍の契約満了を発表した。6月10日にプレミアリーグから開示された資料で、アーセナルとの契約が解除されていたことが明らかになった。

#### FCザンクトパウリ

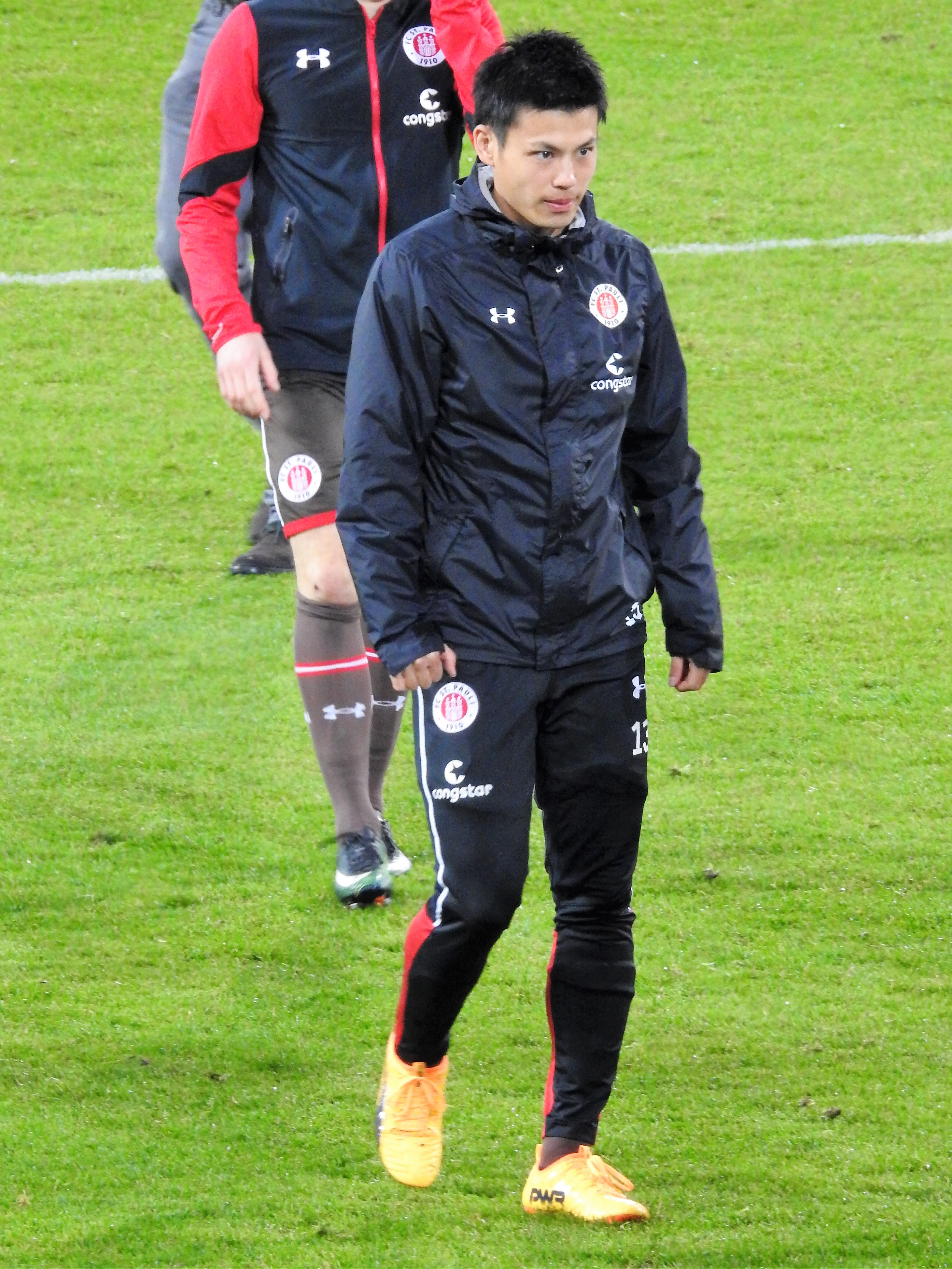
FCザンクトパウリ時代（2017年）

2015年6月18日、ドイツ・ブンデスリーガ2部のザンクトパウリへフリーで移籍した。しかし、7月18日に行われた親善試合ラーヨ・バジェカーノ戦で、左膝前十字靭帯を断裂、23日に手術を受けた。2016年4月1日、第28節のウニオン・ベルリン戦で復帰し、5月15日、最終節のカイザースラウテルン戦で移籍後初先発して2得点1アシスト。
2016年8月8日、開幕戦のシュトゥットガルト戦で途中出場した。10月14日、ドイツカップ2回戦のヘルタ・ベルリン戦で負傷から約1カ月ぶりに出場。2017年6月28日の紅白戦で、以前の怪我とは反対側の右膝前十字靭帯を断裂。同年8月9日に契約を2019年6月まで2年間延長し、2018年3月にテストマッチで復帰し、同年4月28日に公式戦復帰するが13分で負傷交代。
2018年9月21日、第6節のインゴルシュタット戦で怪我から復帰し、途中出場で決勝ゴールを決める活躍を見せた。2018-19シーズンは数回負傷による離脱があったものの、年間通して出場機会を確保し25試合5得点を記録した。
2019年8月16日、第3節のシュトゥットガルト戦では人生初となる3試合連続でサイドバックを務めた。9月21日、第7節のオスナブリュック戦では本来のサイドで起用され、シーズン初ゴールをきめてMOMに選出された。

#### 横浜F・マリノス
2021年7月5日、横浜F・マリノスへ完全移籍加入したことが発表された。9月18日、J1第29節の名古屋グランパス戦で途中出場から地元愛知でJリーグデビューを果たした。その後はポジション争いに勝てず出場機会が限られ、リーグ戦2試合無得点に終わった。
2022年はチームのスタイルにも慣れ出場機会を増やし、J1第11節の浦和レッズ戦で待望のJ初ゴールが生まれた。7月には2試合連続ゴールも記録し、同月には日本代表に選ばれた。しかし、後述する代表戦での負傷により長期離脱を余儀なくされた。
2023年、背番号を17から23に変更。FC東京へ移籍した同い年の仲川輝人の番号を継承する形となった。自身のインスタグラムで「背負ってきた想いを今年から自分が引き継いでいきます！」と思いを示し「このユニフォームを着てピッチの上で最高のパフォーマンスが出来るよう、そして2023seasonを最高のものに出来るよう23にも因みまして頑張っていきます！！」と意気込んだ。このメッセージに反応する形で仲川も「頼んだぜ相棒」とエールを送った。
5月24日、Jリーグカップ・グループステージ第5節の北海道コンサドーレ札幌戦で途中出場。301日ぶりの実戦復帰を果たした。
6月10日のJ1第17節・柏レイソル戦では、途中出場後の3-3で迎えた試合終了間際に公式戦で339日ぶりのゴールを挙げた。これが決勝点となり、チームの逆転勝利に貢献した。

### 日本代表
2012年2月29日の2014 FIFAワールドカップ・アジア3次予選、対ウズベキスタン戦で初めてA代表に招集された（出場機会は無し）。
2012年5月23日、キリンチャレンジカップ・アゼルバイジャン戦で、A代表初キャップを記録した。その直後に行われたロンドン五輪ではメンバーに入ることができなかったが同年10月16日のブラジル戦で2キャップ目を記録。その後は度重なる怪我もあって長く代表に選出されていなかった。
2022年7月13日、E-1サッカー選手権に出場する日本代表に約10年ぶりに選出され、7月19日、初戦の香港戦で3563日ぶりの代表戦出場を果たした。
しかし7月27日、韓国戦で後半に負傷交代。右膝前十字靭帯断裂と診断され、全治8ヶ月と発表された。

## プレースタイル
50m5秒台の快足ウインガー。イギリスのデイリー・テレグラフによれば100mを10秒6で走ることができる。
ポジションは主に左サイドでプレーするが、右サイドでもプレー可能。ボルトン・ワンダラーズでは左右両方のCKのキッカーを任された。

## エピソード
- 愛知県選抜時に、俳優の佐野岳と同じチームで他県代表と戦った過去がある[51]。
- 英語に堪能で、2012年の時点で地元記者のインタビューに英語ですらすらと答えられるレベルにある[52]。
- 家族構成は両親と弟の4人家族。父親は以前トヨタ自動車硬式野球部で選手、ヘッドコーチを務めており[5]、宮市の高校の同級生で幼馴染でもある広島東洋カープの磯村嘉孝の父親と選手時代にチームメートでもあった。弟はプロサッカー選手でいわてグルージャ盛岡所属の宮市剛。
- 小学6年生時まで野球とサッカーを両立し、野球ではサウスポーで投手を志していた[53]。この頃から阪神タイガースのファンで、特に桧山進次郎と赤星憲広の大ファンだった[53]。中学入学からサッカーだけに集中すると、野球をして欲しかった父親からは「今からでも遅くないぞ」といつも誘われていたという[54]。
- 中京大中京高校時代には持ち前の俊足とドリブル突破のスタイルから「和製C・ロナウド」と称された[5]。
- 2011年5月17日、英国のサッカーサイト"Caughtoffside.com"がランキング形式で紹介した「20歳未満の世界の注目の若手選手25人」において9位に選ばれた[55]。
- 2015年4月、高校時代の同級生と入籍[56]。
- 2020年4月、新型コロナウイルス感染拡大を受けて日本赤十字社とユニバーサルミュージックによって、医療現場の最前線に立つ全国の医療従事者を応援するためのプロジェクト「#最前線にエールを何度でも」が主催され、プロジェクト開始時にはアーティストとアスリート計9組（AI、黒田卓也、鈴華ゆう子、ナオト・インティライミ、Ms.OOJA、宮市亮、MIYAVI、山本彩、吉田麻也）による「何度でも」の歌唱動画が公開された[57][58]。
- 2022年7月、前述の負傷による長期離脱が発表された直後、宮市を励まそうと横浜FMがクラブ総出でサプライズを企画。同月30日に行われたJ1第23節の鹿島アントラーズ戦の試合前にサポーターが「トリコロールの宮市亮 再びピッチで輝け 待ってるぞ」という激励の横断幕を掲げ、選手全員がウォーミングアップ時に宮市の背番号17と「亮 どんな時も 君は一人じゃない」というメッセージが記されたユニフォームを着て登場した。試合は2-0で勝利し、試合後には宮市は涙ぐみながらサポーターや選手・スタッフに感謝の思いを伝えた[59]。喜田拓也主将は試合後「（優勝して）彼に必ずシャーレを渡したい」と話した[60]。その言葉通りチームはこの年リーグ優勝を果たし、宮市は優勝シャーレを掲げた[61]。

## 所属クラブ
- 2001年 - 2004年 シルフィードFCジュニア
- 2005年 - 2007年 シルフィードFCジュニアユース
- 2008年 - 2010年 中京大学附属中京高校
- 2011年 - 2015年 アーセナル
  - 2011年1月 - 同年6月 フェイエノールト（期限付き移籍）
  - 2012年1月 - 同年6月 ボルトン・ワンダラーズ（期限付き移籍）
  - 2012年8月 - 2013年6月 ウィガン・アスレティック（期限付き移籍）
  - 2014年9月 - 2015年6月 トゥウェンテ（期限付き移籍）
- 2015年 - 2021年7月 ザンクトパウリ
- 2021年7月 - 横浜F・マリノス

## 個人成績
| 国内大会個人成績 | 国内大会個人成績 | 国内大会個人成績 | 国内大会個人成績 | 国内大会個人成績 | 国内大会個人成績 | 国内大会個人成績 | 国内大会個人成績 | 国内大会個人成績 | 国内大会個人成績 | 国内大会個人成績 | 国内大会個人成績 |
| 年度             | クラブ           | 背番号           | リーグ           | リーグ戦         | リーグ戦         | リーグ杯         | リーグ杯         | オープン杯       | オープン杯       | 期間通算         | 期間通算         |
| 年度             | クラブ           | 背番号           | リーグ           | 出場             | 得点             | 出場             | 得点             | 出場             | 得点             | 出場             | 得点             |
| オランダ         | オランダ         | オランダ         | オランダ         | リーグ戦         | リーグ戦         | リーグ杯         | リーグ杯         | KNVBカップ       | KNVBカップ       | 期間通算         | 期間通算         |
| ---------------- | ---------------- | ---------------- | ---------------- | ---------------- | ---------------- | ---------------- | ---------------- | ---------------- | ---------------- | ---------------- | ---------------- |
| 2010-11          | フェイエノールト | 34               | エールディヴィジ | 12               | 3                | -                | -                | -                | -                | 12               | 3                |
| イングランド     | イングランド     | イングランド     | イングランド     | リーグ戦         | リーグ戦         | FLカップ         | FLカップ         | FAカップ         | FAカップ         | 期間通算         | 期間通算         |
| 2011-12          | アーセナル       | 31               | プレミアリーグ   | 0                | 0                | 2                | 0                | 0                | 0                | 2                | 0                |
| 2011-12          | ボルトン         | 30               | プレミアリーグ   | 12               | 0                | -                | -                | 2                | 1                | 14               | 1                |
| 2012-13          | ウィガン         | 32               | プレミアリーグ   | 4                | 0                | 1                | 0                | 2                | 0                | 7                | 0                |
| 2013-14          | アーセナル       | 31               | プレミアリーグ   | 1                | 0                | 2                | 0                | 0                | 0                | 3                | 0                |
| オランダ         | オランダ         | オランダ         | オランダ         | リーグ戦         | リーグ戦         | リーグ杯         | リーグ杯         | KNVBカップ       | KNVBカップ       | 期間通算         | 期間通算         |
| 2014-15          | トゥウェンテ     | 14               | エールディヴィジ | 10               | 0                | -                | -                | 1                | 0                | 11               | 0                |
| ドイツ           | ドイツ           | ドイツ           | ドイツ           | リーグ戦         | リーグ戦         | リーグ杯         | リーグ杯         | DFBポカール      | DFBポカール      | 期間通算         | 期間通算         |
| 2015-16          | ザンクトパウリ   | 13               | 2. ブンデス      | 6                | 2                | -                | -                | 0                | 0                | 6                | 2                |
| 2016-17          | ザンクトパウリ   | 13               | 2. ブンデス      | 17               | 0                | -                | -                | 2                | 0                | 19               | 0                |
| 2017-18          | ザンクトパウリ   | 13               | 2. ブンデス      | 0                | 0                | -                | -                | 0                | 0                | 0                | 0                |
| 2018-19          | ザンクトパウリ   | 12               | 2. ブンデス      | 25               | 5                | -                | -                | 0                | 0                | 25               | 5                |
| 2019-20          | ザンクトパウリ   | 12               | 2. ブンデス      | 29               | 1                | -                | -                | 1                | 0                | 30               | 1                |
| 2020-21          | ザンクトパウリ   | 12               | 2. ブンデス      | 1                | 0                | -                | -                | 0                | 0                | 1                | 0                |
| 日本             | 日本             | 日本             | 日本             | リーグ戦         | リーグ戦         | リーグ杯         | リーグ杯         | 天皇杯           | 天皇杯           | 期間通算         | 期間通算         |
| 2021             | 横浜FM           | 17               | J1               | 2                | 0                | -                | -                | -                | -                | 2                | 0                |
| 2022             | 横浜FM           | 17               | J1               | 15               | 3                | 0                | 0                | 2                | 0                | 17               | 3                |
| 2023             | 横浜FM           | 23               | J1               | 18               | 3                | 6                | 1                | 2                | 1                | 26               | 5                |
| 2024             | 横浜FM           | 23               | J1               | 32               | 2                | 2                | 0                | 3                | 0                | 37               | 2                |
| 通算             | オランダ         | オランダ         | エールディヴィジ | 22               | 3                | -                | -                | 1                | 0                | 23               | 3                |
| 通算             | イングランド     | イングランド     | プレミア         | 17               | 0                | 5                | 0                | 4                | 1                | 26               | 1                |
| 通算             | ドイツ           | ドイツ           | 2. ブンデス      | 78               | 8                | -                | -                | 3                | 0                | 81               | 8                |
| 通算             | 日本             | 日本             | J1               | 67               | 8                | 8                | 1                | 7                | 0                | 82               | 10               |
| 総通算           | 総通算           | 総通算           | 総通算           | 184              | 19               | 13               | 1                | 15               | 1                | 212              | 22               |

その他の公式戦
- 2011年
  - アーセナルFC.リザーブ (リザーブリーグ) 8試合1得点

| 国際大会個人成績 | 国際大会個人成績 | 国際大会個人成績 | 国際大会個人成績 | 国際大会個人成績 |
| 年度             | クラブ           | 背番号           | 出場             | 得点             |
| UEFA             | UEFA             | UEFA             | UEFA CL          | UEFA CL          |
| ---------------- | ---------------- | ---------------- | ---------------- | ---------------- |
| 2011-12          | アーセナル       | 31               | 0                | 0                |
| 2013-14          | アーセナル       | 31               | 2                | 0                |
| 通算             | UEFA             | UEFA             | 2                | 0                |
| AFC              | AFC              | AFC              | ACL              | ACL              |
| 2022             | 横浜FM           | 17               | 4                | 0                |
| 2023-24          | 横浜FM           | 23               | 11               | 1                |
| 通算             | AFC              | AFC              | 15               | 1                |

その他の国際公式戦
- 2013年
  - UEFAチャンピオンズリーグ 2013-14 予選プレーオフ 1試合0得点

出場歴
- エールディヴィジ初出場 - 2011年2月6日 第22節 vsSBVフィテッセ（ヘルレドーム）
- エールディヴィジ初得点 - 2011年2月12日 第23節 vsヘラクレス・アルメロ（デ・カイプ）
- プレミアリーグ初出場 - 2012年2月11日 第25節 vsウィガン・アスレティックFC（リーボック・スタジアム）
- Jリーグ初出場 - 2021年9月18日 J1第29節 vs名古屋グランパス（豊田スタジアム）
- Jリーグ初得点 - 2022年5月18日 J1第11節 vs浦和レッズ（埼玉スタジアム2002）

## タイトル

### クラブ
ウィガン・アスレティックFC
- FAカップ：1回（2012-13）

アーセナルFC
- FAカップ：1回（2013-14）
- FAコミュニティ・シールド：1回（2014年）

横浜F・マリノス
- J1リーグ：1回（2022年）
- FUJIFILM SUPER CUP：1回（2023年）

### 代表
日本代表
- EAFF E-1サッカー選手権：1回（2022年）

## 代表歴
- A代表初出場 - 2012年5月23日 キリンチャレンジカップ vsアゼルバイジャン代表（エコパスタジアム）

### 出場大会
- U-14日本代表
- U-15日本代表
  - 2007年 - AFC U-16選手権2008 (予選)
- U-16日本代表
  - 2008年 - AFC U-16選手権2008
- U-17日本代表
  - 2009年 - 2009 FIFA U-17ワールドカップ
- U-19日本代表
- U-23日本代表
  - 2012年 - ロンドンオリンピック予備登録メンバー
- 日本代表
  - 2012年 キリンチャレンジカップ2012
  - 2012年 国際親善試合
  - 2022年 EAFF E-1サッカー選手権2022

### 試合数
- 国際Aマッチ 5試合 0得点（2012年 - 2022年）

| 日本代表 | 国際Aマッチ | 国際Aマッチ |
| 年       | 出場        | 得点        |
| -------- | ----------- | ----------- |
| 2012     | 2           | 0           |
| 2022     | 3           | 0           |
| 通算     | 5           | 0           |

### 出場
| No. | 開催日         | 開催都市   | スタジアム                         | 対戦国           | 結果 | 監督                     | 大会                       |
| --- | -------------- | ---------- | ---------------------------------- | ---------------- | ---- | ------------------------ | -------------------------- |
| 1.  | 2012年5月23日  | 袋井       | 静岡県小笠山総合運動公園スタジアム | アゼルバイジャン | ○2-0 | アルベルト・ザッケローニ | キリンチャレンジカップ2012 |
| 2.  | 2012年10月16日 | ヴロツワフ | ヴロツワフ市立競技場               | ブラジル         | ●0-4 | アルベルト・ザッケローニ | 国際親善試合               |
| 3.  | 2022年7月19日  | 鹿嶋       | 茨城県立カシマサッカースタジアム   | 香港             | ○6-0 | 森保一                   | EAFF E-1サッカー選手権2022 |
| 4.  | 2022年7月24日  | 豊田       | 豊田スタジアム                     | 中国             | △0-0 | 森保一                   | EAFF E-1サッカー選手権2022 |
| 5.  | 2022年7月27日  | 豊田       | 豊田スタジアム                     | 韓国             | ○3-0 | 森保一                   | EAFF E-1サッカー選手権2022 |